# Aeroportul Tindouf
Aeroportul Tindouf (IATA: TIN, ICAO: DAOF) este un aeroport din Algeria ce deservește zona Tindouf. A fost numit după zona deservită.
Situat la o altitudine de 443 m, aeroportul dispune de o singură pistă.